# Hagalundstunneln
Hagalundstunneln, auch Solnatunneln genannt, ist ein  Eisenbahntunnel unter dem Stadtteil Hagalund in der schwedischen Gemeinde Solna in Stockholms län. Der Tunnel besteht aus vier Tunnelröhren. Die erste Röhre wurde 1911 zusammen mit dem heutigen Bahnhof Solna, der sich am nördlichen Tunnelausgang befindet, gebaut.
Hagalundstunneln besteht aus drei parallelen zweigleisigen Eisenbahntunneln mit rund 500 Meter Länge. Von Süden aus führt dazu ein weiterer eingleisiger Tunnel für den Güterverkehr durch den Berg. Dieser am weitesten im Westen gelegene Tunnel mündet unterirdisch in die danebenliegende Röhre.
Von Süden gesehen, dient die östliche Röhre den Zügen in Richtung Stockholm, während der Tunnel in der Mitte den Verkehr nach Norden aufnimmt. Dieser wurde 1911 als erster Tunnel gebaut.
Die westlichste Tunnelröhre wurde zwischen 1950 und 1960 gebaut. Der östliche Tunnel ist Teil der viergleisigen Verbindung Tomteboda–Skavstaby im Verlauf der Bahnstrecke Stockholm–Sundsvall und wurde in den 1990er Jahren errichtet.

## Bilder

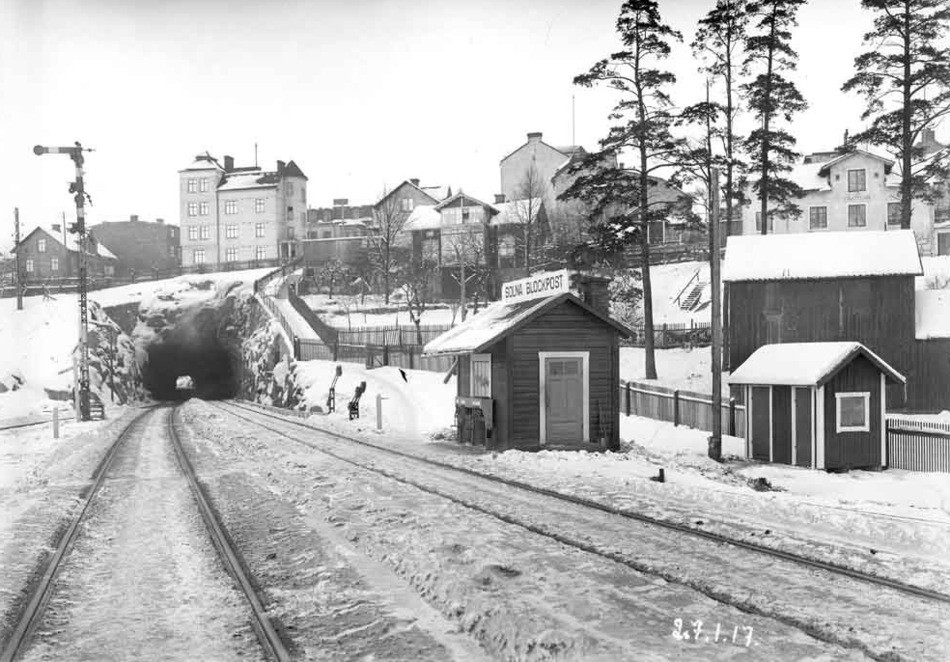
Der erste Tunnel 1917
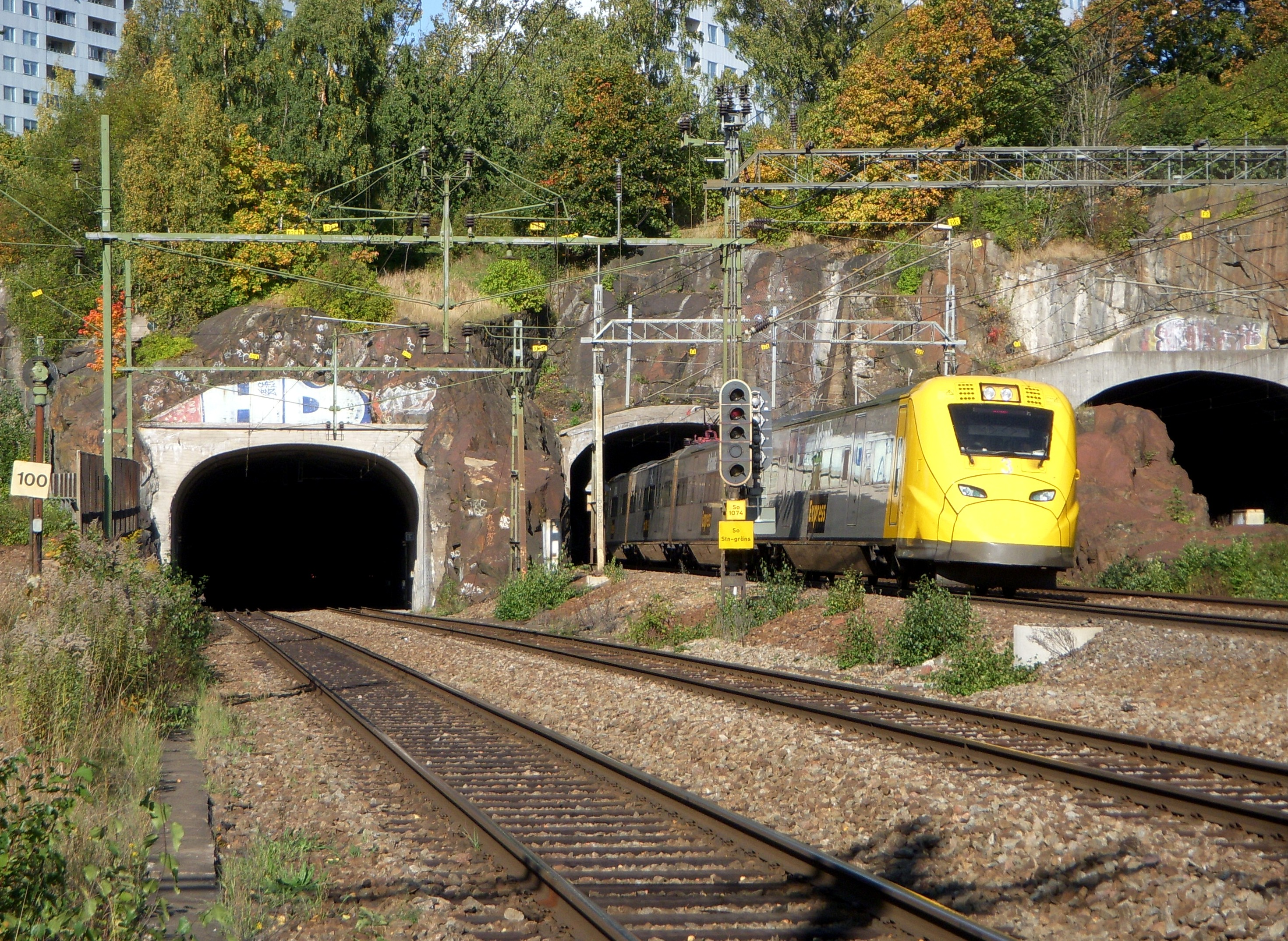
Arlanda Express fährt Richtung Norden
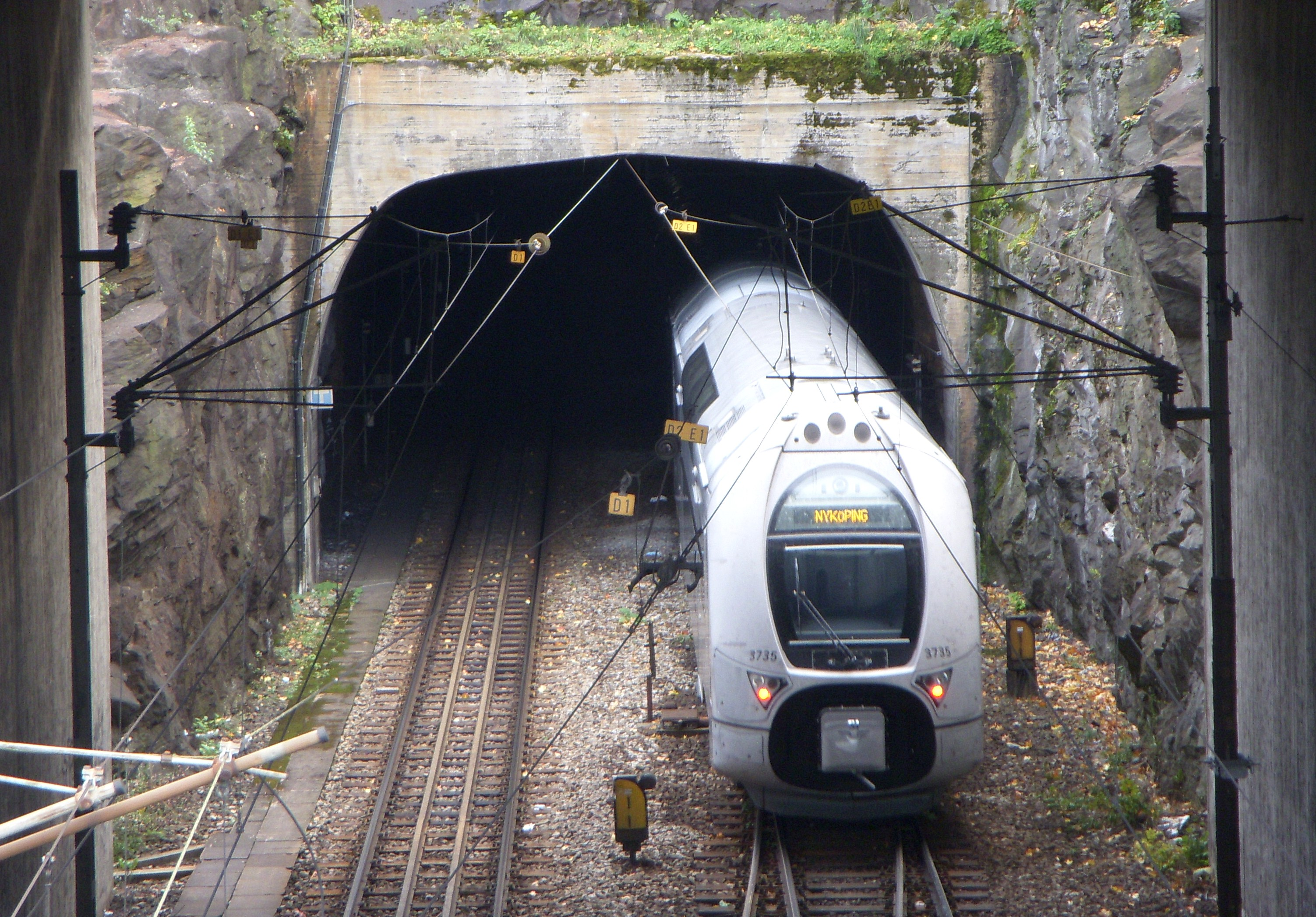
Nördliche Tunneleinfahrt mit Zug Richtung Süden